# Vlajka pro Tibet

Vlajka Tibetu

Vlajka pro Tibet je každoroční mezinárodní kampaň konaná vždy 10. března na výročí Tibetského národního povstání, jejímž cílem je poukázat na porušování lidských práv v Tibetu formou vyvěšení tibetské vlajky. Celosvětová akce vznikla v západní Evropě v polovině devadesátých let 20. století. V roce 1996 se poprvé připojila také čtyři česká města (např. Praha 3). V ČR kampaň koordinuje spolek Lungta. V roce 2011 podpořilo v ČR akci 403 obcí, měst, městských částí nebo krajů. Roku 2013 tuto akci vyvěšením tibetské vlajky podpořilo celkem 467 obcí, měst, městských částí nebo krajů.

## Počet zapojených institucí

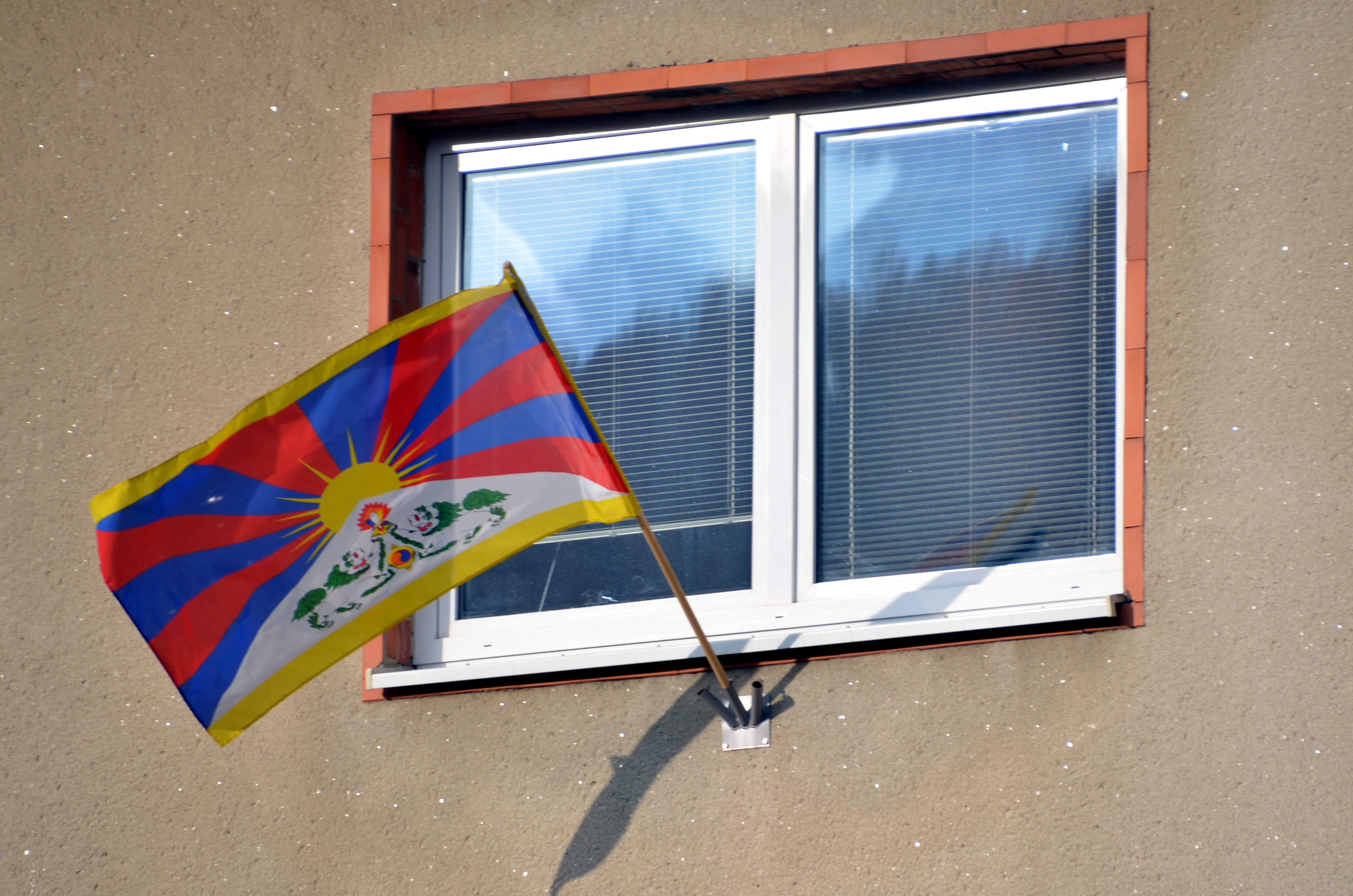
Tibetská vlajka na budově městského úřadu v Adamově v roce 2016

| rok  | počet radnic | počet škol |
| ---- | ------------ | ---------- |
| 1996 | 4            |            |
| 1997 | 20           |            |
| 1998 | 57           |            |
| 1999 | 56           |            |
| 2000 | 100          |            |
| 2001 | 90           |            |
| 2002 | 134          |            |
| 2003 | 187          |            |
| 2004 | 239          |            |
| 2005 | 273          |            |
| 2006 | 286          |            |
| 2007 | 326          |            |
| 2008 | 349          |            |
| 2009 | 363          | 31         |
| 2010 |              | 27         |
| 2011 | 403          |            |
| 2012 | 410          | 37         |
| 2013 | 457          |            |
| 2014 | 601          | 102        |
| 2015 | 697          | 96         |
| 2016 | 753          | 117        |
| 2017 | 740          | 84         |
| 2018 | 737          | 106        |